# Sealand of the Pacific
Sealand of the Pacific (em português, Sealand do Pacífico) era um aquário público em South Oak Bay no Oak Bay Marina, perto da cidade de Victoria, na Colúmbia Britânica, Canadá. Ele abrigava várias orcas: Haida, Nootka e Tilikum. Em 1991, todos os três estiveram envolvidos em um incidente no qual uma treinadora, Keltie Byrne, foi morta. O aquário posteriormente fechou e vendeu suas orcas para o SeaWorld.

## História
O aquário foi inaugurado em 1969, abrigando uma orca chamada Haida que foi capturada em 1968. Pouco tempo depois, o aquário decidiu capturar uma companheira para ele, levando uma albina parcial chamada Chimo. Ela morreu em 1972, pouco mais de 2 anos após sua captura; a doença que causou seu albinismo, a síndrome de Chédiak-Higashi, a tornou muito suscetível a doenças. Haida, seu companheiro, lamentou sua morte e permaneceu sozinho por anos. Eventualmente, o Sealand capturou uma baleia fêmea chamada Nootka II para ser sua companheira. Nootka II, no entanto, morreu após 9 meses. Sua terceira companheira, Nootka III, também teve vida curta. Na época da morte de sua terceira imediata, Haida não demonstrou interesse por eles.
Em 1977, o Dr. Murray Newman, diretor fundador do aquário, recebeu um telefonema de Campbell River, BC, do residente William Davis, que alegou que estava alimentando um bebê baleia assassina doente com as mãos na selva. Newman então chamou o Dr. Michael Bigg, chefe da Pesquisa de Mamíferos Marinhos na Estação Biológica do Pacífico em Naniamo, BC Bigg, por sua vez, chamou Sealand e Bob Wright, que levaram Angus Mathews, Dr. Alan Hoey e Bigg em um hidroavião a Menzies Bay para investigar a reclamação. Eles descobriram que a história era verdadeira e que a baleia assassina bebê estava ferida por uma bala. O Sealand, com permissão de Bigg e Davis, decidiu resgatar o filhote de baleia e levá-la de volta a Victoria para atendimento de emergência.
Miracle, nome dado a baleia assassina bebê, se tornou uma atração popular, mas foi mantido em um cercado separado de Haida. Vários anos depois, seu companheiro no cercado, uma foca chamada Shadow, se afogou nas redes que formavam o cercado. O mergulhador de Sealand Larry McInerney afirmou no documentário "Who Killed Miracle?" que ela havia se afogado ao ficar presa entre o sistema de rede dupla do aquário. McInerney também observou, o que foi corroborado por Alexandra Morton no filme, que Miracle havia aprendido que, danificando as redes, os mergulhadores entrariam no cercado e ela poderia brincar com os mergulhadores. A brincadeira de Miracle tornou-se agressiva e era um problema de segurança para os mergulhadores, impedindo a manutenção adequada dos currais. O Dr. Lance Barrett-Lennard, um especialista em baleias assassinas, determinou que Miracle era uma baleia assassina residente no sul, que era conhecida por brincar com outros mamíferos marinhos na natureza. Esses fatores combinados causaram a morte da baleia.
Quando os protestos contra o cativeiro começaram a pressionar os aquários, Sealand concordou em libertar Haida, mas o animal morreu poucos dias antes de seu lançamento programado para outubro de 1982, sem evidência de crime. Sua libertação fazia parte do plano do aquário para adquirir novas baleias. Muitas pessoas ficaram indignadas com o plano de capturar mais baleias e protestaram no suposto local de captura. O Sealand posteriormente obteve três baleias capturadas na Islândia .
As três novas orcas, Tilikum, Nootka IV e Haida II, nunca tiveram uma boa dinâmica juntas; o macho, Tilikum, era frequentemente intimidado e perseguido até o cercado médico pelas duas fêmeas.

## Acidente e fechamento de 1991
Em 20 de fevereiro de 1991, Keltie Byrne, uma estudante de biologia marinha de 21 anos e treinadora de orcas em meio período, escorregou e caiu na piscina das baleias após um show. Tilikum, Nootka IV e Haida II a arrastaram e repetidamente a submergiram até que ela se afogasse, apesar dos esforços de outros treinadores para resgatá-la. As relações precárias entre as baleias, o desconhecimento de treinadores na água e a gravidez de pelo menos uma das fêmeas (Haida II) foram citadas como possíveis causas.
O Sealand of the Pacific fechou logo após o incidente, em novembro de 1992. Todas as três baleias foram vendidas ao SeaWorld nos Estados Unidos. Tilikum e Nootka IV foram para o SeaWorld Orlando, enquanto Haida II e seu bebê Kyuquot foram para o SeaWorld San Antonio . Kyuquot permanece em cativeiro no SeaWorld. Haida II morreu em agosto de 2001, enquanto Nootka IV morreu em 1994. Tilikum morreu em janeiro de 2017.

## Orcas mantidas em Sealand
- Haida: Uma orca macho capturada em 1968, sendo o primeiro da espécie a viver no Sealand, até falecer em 1982.
- Chimo: Uma orca fêmea albina. Capturada em março de 1970, foi a primeira companheira de Haida e morreu em 1972.
- Knootka / Nootka: Uma orca capturada ao lado de Chimo em março de 1970. Viveu em Sealand até o dia vinte e cinco daquele mês, quando foi transferida para o Japanese Deer Park, na Califórnia. De 1971 a 1972, Knootka residiu em um parque texano chamado "Seven Seas Texas". Ela iria morar no Marineland do Canadá até 1986 e no SeaWorld San Diego, onde passou os últimos quatro anos de sua vida. Ela morreu em 13 de março de 1990.
- Nootka II: Uma orca fêmea chamada capturada para ser companheira a segunda companheira de Haida. Ela, no entanto, morreu após 9 meses.
- Nootka III: Uma orca fêmea de vida curta. Foi a terceira companheira de Haida.
- Miracle: morreu em janeiro de 1982.
- Haida II: faleceu em 1º de agosto de 2001. Ela estava grávida na época do afogamento de Keltie Byrne em 1991; ela deu à luz um filho chamado Kyuquot em 14 de dezembro de 1991.
- Nootka IV: Morreu em 13 de setembro de 1994, no SeaWorld Orlando.*
- Tilikum: Uma orca capturada na Islândia em 1983, faleceu em 6 de janeiro de 2017, no SeaWorld Orlando.
- Kyuquot: O primeiro filho de Tilikum, gerado por Haida II. Atualmente vive em SeaWorld San Antonio .
- Bezerro de Nootka IV: O bezerro nasceu em 4 de fevereiro de 1992 e morreu em 10 de março de 1992.[10]